# ياراباد، كاكافاند
ياراباد (بالفارسية: يارآباد) كما مكتوبة بالحروف اللاتينية  Yārābād؛ المعروفة أيضا باسم Pārābād أو Yaryiabad  هي قرية في قسم كاكاوند الشرقي الريفي (مقاطعة دلفان)، مقاطعة دلفان، محافظة لرستان، في إيران. في تعداد سكان عام 2006 ، كان عدد ها 86 ، 16 من الأسر.